# Le Bagarreur
Pour les articles homonymes, voir Hard Times.
Pour plus de détails, voir Fiche technique et Distribution.
Le Bagarreur (Hard Times) est un film américain réalisé par Walter Hill et sorti en 1975. Il s'agit de son premier long métrage comme réalisateur.

## Synopsis
La Nouvelle-Orléans, en 1933, peu après la Grande Dépression. Chaney, un boxeur occasionnel, assiste à un combat clandestin à mains nues et propose une association au manager Speed. Chaney se révélant très doué, des combats de plus en plus "cotés" lui sont organisés.

## Fiche technique
Sauf indication contraire, les informations mentionnées dans cette section peuvent être confirmées par la base de données cinématographiques IMDb,  présente dans la section « Liens externes ».
- Titre francophone : Le Bagarreur
- Titre original : Hard Times
- Titre de travail (utilisé dans certains pays) : Street Fighter
- Réalisation : Walter Hill
- Scénario : Walter Hill, Bryan Gindoff et Bruce Henstell, d'après une histoire de ces deux derniers
- Musique : Barry De Vorzon
- Photographie : Philip Lathrop
- Directeur artistique : Trevor Williams
- Décors : Dennis W. Peebles
- Costumes : Jack Bear
- Montage : Roger Spottiswoode
- Producteur : Lawrence Gordon
- Société de production : Lawrence Gordon Productions
- Distribution : Columbia Pictures
- Budget : estimé entre 2,7[1] et 3,1 millions[2]
- Pays de production :  États-Unis
- Genre : drame sportif, néo-noir
- Langue originale : anglais
- Format : Couleurs (Panavision) - 2.35:1
- Genre : drame, action
- Durée : 93 minutes
- Dates de sortie[3] :
  - France : 13 août 1975
  - États-Unis : 8 octobre 1975 (sortie limitée à New York)
- Affiche : Bill Gold (États-Unis)

## Distribution
- Charles Bronson (VF : Claude Bertrand) : Chaney
- James Coburn (VF : Pierre Garin) : Speed
- Jill Ireland (VF : Sylvie Feit) : Lucy Simpson
- Strother Martin (VF : Henri Labussière) : Poe
- Maggie Blye (VF : Béatrice Delfe) : Gayleen Schoonover
- Michael McGuire (VF : Claude Joseph) : Gandil
- Felice Orlandi : Le Beau
- Edward Walsh (VF : Henri Poirier) : Pettitbon
- Bruce Glover (VF : Albert Augier) : Doty
- Robert Tessier (VF : Jean Violette) : Jim Henry
- Nick Dimitri (VF : Guy Chapelier) : Street
- Frank McRae : Hammerman
- Maurice Kowalewski : Caesare
- Naomi Stevens (VF : Tamila Mesbah) : Madam
- M. C. Gainey : un invité à la fête au manoir (non crédité)

## Production

### Développement
Au début des années 1970, Walter Hill s'est fait un nom en tant que scénariste grâce à des films d'action comme Guet-apens (Sam Peckinpah, 1972) et Le Piège (John Huston, 1973). Il est approché par le producteur Lawrence Gordon de AIP, qui lui offre la possibilité de mettre en scène lui-même un de ses scripts. Larry Gordon quitte finalement AIP pour aller chez Columbia Pictures.
L'idée de départ vient à Larry Gordon après la lecture d'un article sur des combats de rue contemporains. Bryan Gindoff et Bruce Henstell écrivent alors un script, intitulé The Streetfighter. Quand Walter Hill rejoint le projet, il se dit que le film fonctionnera mieux s'il ressemble à un western et s'il se situe dans le passé. Lawrence Gordon, originaire de La Nouvelle-Orléans, lui suggère d'y situer l'histoire. Walter Hill incorpore également au script des éléments d'un western qu'il a écrit auparavant mais qui n'a pas été produit, Lloyd Williams and his Brother.
Le titre The Streetfighter est finalement abandonné pour éviter toute confusion avec The Street Fighter (1974) avec Sonny Chiba. Le film est alors rebaptisé Hard Times. Ironiquement, certains pays anglophones préfèrent utiliser le titre initial The Streetfighter car Hard Times rappelle le titre original du roman Les Temps difficiles de Charles Dickens.

### Attribution des rôles
Walter Hill a écrit le scénario en pensant à de jeunes acteurs : Jan-Michael Vincent dans le rôle principal et Warren Oates dans le rôle de Speed. Ce sont finalement des acteurs plus âgés qui obtiennent ces rôles : Charles Bronson et James Coburn. La femme de Charles Bronson, Jill Ireland, incarne Lucy Simpson. Le rôle de Speed avait un temps été envisagé pour Mickey Rooney.

### Tournage
Le tournage a eu lieu en septembre 1974, principalement en Louisiane à La Nouvelle-Orléans (Vieux carré français, Cornstalk Hotel, Magazine Street, Irish Channel, Chalmette Railroad Yards, Algiers Ferry, Chartres Street, etc.) ainsi qu'à Lafitte. Quelques séquences (certaines finalement coupées au montage) sont tournées à San Antonio (Texas) ainsi qu'à Los Angeles (Union Station) et Tucson (Arizona).
Durant le tournage, Walter Hill n'est pas satisfait de la performance de Jill Ireland, la femme de Charles Bronson. Il tente d'en parler avec l'acteur qui n'en tient pas compte.

## Sortie et accueil
Le film reçoit globalement de bonnes critiques. Pauline Kael du The New Yorker décrit le film comme « un film d'époque élaboré ». Dans sa critique d'octobre 1975, Roger Ebert du Chicago Sun-Times écrit notamment « un film puissant et brutal, contenant une performance définitive de Charles Bronson ».
Sur l'agrégateur américain Rotten Tomatoes, il récolte 92% d'opinions favorables pour 13 critiques et une note moyenne de 7,05⁄10. Sur Metacritic, il obtient une note moyenne de 69⁄100 pour 7 critiques.
Côté box-office, le film est rentable (son budget est estimé entre 2,7 et 3,1 millions). Dans un article paru dans Variety en février 1976, il est écrit que le film a rapporté 26,5 millions de dollars de recettes dans le monde. En 2009, Walter Hill déclare qu'il reçoit toujours de l'argent grâce à ce film.

## Commentaire
Selon Walter Hill, ce film fixe certaines bases de ses films suivants :

« Mes héros ont généralement un côté très bavard avec un total opposé à leurs côtés, comme Bruce Dern dans Driver, ou Eddie Murphy dans 48 Heures', ou James Coburn dans Le Bagarreur. J’aime le genre de dialogue entre des gens qui ont un but commun, mais des appétits et des besoins très disparates, de sorte qu’il y a toujours une sorte de friction qui circule dans le film. Ils ne s’aiment pas beaucoup, et j’espère que le film leur fournira une raison pour atteindre un genre de respect l’un pour l’autre. »

— Walter Hill, The Guardian, juillet 2014
.